# Brachialgia
In medicina con il termine brachialgia si indica un sintomo, forte dolore che si manifesta ad un braccio, una forma di nevralgia.

## Etimologia
Il termine è composto dalle parole greche βραχίων (brachíon), "braccio", e αλγος (algos), "dolore".
La condizione di dolore al braccio, dovuto a schiacciamento o irritazione di un nervo spinale del collo, frequentemente le radici nervose che originano da C7 e C6, viene detta “brachialgia”

## Patologie correlate
Le cause sono riscontrate in patologie generiche che riguardano il plesso brachiale, come forme di artrosi o ernia del disco, o la sindrome dello stretto toracico superiore.
In realtà, la brachialgia può essere sintomo di altri disturbi e malattie come: alterazioni degenerativi delle articolazioni intervertebrali, artrosi cervicale, ernia discale, malattie degenerative dei dischi cervicali, progressiva degenerazione del disco legata all’invecchiamento, prolasso intervertebrale, osteofiti, spondilosi, tumori del rachide etc...
Un paziente risulta più esposto al rischio di brachialgia in occasione di ricorrenti infezioni della colonna vertebrale, lavori pesanti,tabagismo e sport di potenza. Inoltre, non è raro che due condizioni patologiche, che possono determinare brachialgia, coesistano e si manifestino contemporaneamente.
Tra i giovani, solitamente, la brachialgia è sintomo di un’ernia discale cervicale mentre, nei pazienti più anziani, il dolore è generalmente causato da un restringimento del canale foraminale e spinale.
Come già detto, il sintomo fondamentale è il dolore cervicale che si irradia al braccio, accompagnato da altri sintomi come dolore scapolare e cervicale, indebolimento e perdita di forza muscolare del braccio, formicolii e sensazione di scosse elettriche al braccio e alla mano.

## Esami
Solitamente viene definita la patologia sottostante in corso di anamnesi e dell'esame obiettivo.